# Медаль «XX років Робітничо-Селянській Червоній Армії»
Меда́ль «XX ро́ків Робітни́чо-Селя́нській Черво́ній А́рмії» — ювілейна медаль, державна нагорода СРСР. Введена указом Президії Верховної Ради СРСР 24 січня 1938 року в ознаменування 20-ї річниці від створення Робітничо-Селянської Червоної Армії. Автор малюнку медалі — художник С. І. Дмітрієв.

## Опис
Медаль «XX років Робітничо-Селянській Червоній Армії» має форму правильного круга діаметром 32 мм. Лицьова сторона медалі облямована бортом шириною 2,5 мм.
На лицьовій стороні медалі розміщена червона емалева зірка зі срібною облямівкою. У нижній частині кругу, між нижніми проміннями зірки розташовані позолочені римські цифри «XX» висотою 8 мм та шириною 7 мм.
На оборотній стороні медалі зображена фігура червоноармійця висотою 25 мм, вдягнутого у зимову караульну форму. Нижче та правіше фігури — напис «1918-1938».
Медаль виготовлялася зі срібла 925 проби, цифри «XX» — позолочені. Загальна вага срібла — 15,592 г, золота — 0,10 г.
Медаль за допомогою вушка і кільця з'єднується з п'ятикутною колодочкою, обтягнутою шовковою муаровою стрічкою сірого кольору з двома подовжніми червоними смужками по краях. Ширина стрічки — 24 мм, ширина смужок по 2 мм.

## Нагородження медаллю
Ювілейною медаллю «XX років Робітничо-Селянській Червоній Армії» нагороджувалися особи кадрового командного та керівного складу Червоної Армії та Військово-морського Флоту, що:
- прослужили 20 років у лавах РСЧА та ВМФ на 23 лютого 1938 року;
- були нагороджені орденом Червоного Прапора за бойові заслуги у роки громадянської війни.

До вислуги років у лавах РСЧА та ВМФ зараховувалася служба у загонах та дружинах Червоної армії, а також у червоних партизанських загонах, які діяли проти ворогів Радянської влади у період 1917-21 років.
За наявності у нагородженого інших медалей СРСР медаль «XX років Робітничо-Селянській Червоній Армії» розташовується після медалі «За освоєння надр і розвиток нафтогазового комплексу Західного Сибіру».
Станом на 1 січня 1995 року ювілейною медаллю «XX років Робітничо-Селянській Червоній Армії» було проведене 37 504 нагороджень.

## Дивись також
Категорія:Нагороджені медаллю «XX років Робітничо-Селянській Червоній Армії»